# Abby Hoffman
Abigail Hoffman, detta Abby (Toronto, 11 febbraio 1947), è un'ex mezzofondista e dirigente sportiva canadese, attualmente membro del Consiglio della IAAF.

## Biografia

### Hockey
Nata a Toronto, imparò a pattinare quando aveva tre anni. All'età di nove anni il desiderio della Hoffman era quello di giocare in una squadra di pallacanestro: non gli fu possibile realizzarlo in quanto nella zona di Toronto non erano presenti squadre femminili di quella disciplina. Si iscrisse quindi ai campionati maschili dopo essersi tagliata i capelli corti e registrandosi ufficialmente come ragazzo, con nome Ab Hoffman. In seguito fu scoperta e le fu negato il permesso di giocare. I suoi genitori fecero quindi ricorso alla Corte Suprema dell'Ontario ed il suo caso finì sulle pagine del Time Magazine e del Newsweek.
La Hoffman tentò quindi con l'hockey su ghiaccio, iscrivendosi sempre come ragazzo al campionato Junior A dell'Ontario, nella squadra del St. Catharines. Ebbe come ruolo il difensore. Fu selezionata per l'all star team e, dovendo presentare un certificato di nascita, fu nuovamente scoperto il suo vero genere; il suo caso fece scalpore anche a livello internazionale.

### Atletica leggera
Dopo le sue esperienze con l'hockey, la Hoffman provò a darsi al nuoto prima di scoprire che l'atletica leggera era la sua vera passione, in special modo la disciplina degli 800 metri piani.
Gareggiò in quattro Olimpiadi: 1964, 1968, 1972 e 1976. Partecipò inoltre a quattro Giochi panamericani e due Giochi del Commonwealth. Ne Giochi Olimpici del 1976 fu portabandiera del Canada.
Vinse la medaglia d'oro nel 1966 nelle 880 yarde nei Giochi del Commonwealth e nel 1971 negli 800 metri ai Giochi Panamericani. Nel 1967 e nel 1975 vinse la medaglia di bronzo ai Giochi Panamericani negli 800 e nei 1500 metri.

## Palmarès
| Anno | Manifestazione          | Sede      | Evento      | Risultato | Prestazione | Note |
| ---- | ----------------------- | --------- | ----------- | --------- | ----------- | ---- |
| 1963 | Giochi panamericani     | San Paolo | 880 iarde   | Oro       |             |      |
| 1966 | Giochi del Commonwealth | Kingston  | 800 m piani | Oro       |             |      |
| 1971 | Giochi panamericani     | Cali      | 800 m piani | Oro       |             |      |

## Attività extra-atletiche
Dal 1981 al 1991 la Hoffman fu il primo direttore generale donna dello Sport Canada, un'agenzia federale dello sport del governo canadese. Inoltre, nel 1981 fu la prima donna canadese eletta nel comitato esecutivo del Comitato Olimpico canadese. Dal 1980 al 1982 scrisse articoli sul fitness per la rivista canadese Chatelaine.
Nel 1982 lei e Maureen McTeer il primo campionato canadese femminile di hockey su ghiaccio, noto come Esso Women's Nationals (sponsorizzato appunto dalla società petrolifera Esso). La Abby Hoffman Cup è stata denominata così in suo onore.
Nel 1995 è stata un membro del consiglio dell'Associazione Internazionale delle Federazioni di Atletica. Nel 2003 è stata nominata senior advisor di Health Canada e nel 2012 è tuttora coordinatore esecutivo della gestione della stessa società.
Abby Hoffman è sorella di Paul Hoffman, geologo studioso della teoria della "terra-palla di neve".

## Onorificenze
Nel 1982, Hoffman è stata fatta Ufficiale dell'Ordine del Canada. Nel 2004 è stata introdotta nella Hall of Fame dello Sport del Canada.